# 262P/McNaught-Russell
La comète McNaught-Russell, officiellement 262P/McNaught-Russell, est une comète périodique du système solaire, découverte le 12 décembre 1994 par Robert H. McNaught et Kenneth S. Russell.